# 二聚體

羧酸是能夠形成二聚體的簡單例子，當中兩個分子以氫鍵連結

二聚体（dimer）或稱二聚物、双体，在不同領域中有不同意義，但基本涵義都表示相同或同一種類的物質，以成雙的型態出現，可能具有單一狀態時沒有的性質或功能。在化學中，凡是两个分子结合成一个新的物质，无论是物理作用还是化学变化，都可以将生成的物质称为二聚体。
二聚化（dimerization）又称二聚合、二聚，则是指将两个分子或离子藉由化学键连接起来的过程，形成的键可强可弱。许多对称的化学物质被描述为二聚体，即使其单体未知或高度不稳定。
二聚体常见的例子包括二聚氯化亚铜、二聚氯化铝、二乙烯酮、气态的二聚羧酸、二聚环戊二烯、二聚环丁二烯等等，它可以是聚合物中的一種特例。蔗糖由葡萄糖和果糖单元縮合而成，則蔗糖雖為一個分子，仍歸屬為一種二聚体。

## 生物化学中的二聚体
生物化學和分子生物學中所探討的雙體通常是如同蛋白質、核酸等可觀察的高分子，在形成的過程中，若兩個亚基相同稱為同源二聚体（homo-），若是不完全相同的單體組合而成，則稱為异源二聚体（hetero-）。生化所探討的雙體若以共價鍵方式連結，則通常使用雙硫鍵連結單體，而絕大多數卻不是以共價鍵的方式組合而成，例如核糖體。

## 外部連結
- （英文） 反轉錄酶（页面存档备份，存于）
- （英文） 同質、異質雙體蛋白（页面存档备份，存于）